# Francisco Javier Sánchez Campuzano
Francisco Javier Sánchez Campuzano (Ciudad de México, 8 de agosto de 1941) es un empresario mexicano del sector de las telecomunicaciones. Es egresado de la facultad de Ciencias Políticas y Sociales de la Universidad Nacional Autónoma de México de la licenciatura en Relaciones Internacionales.

## Trayectoria
Sus inicios en los medios de comunicación se dan en la empresa Núcleo Radio Mil, lugar donde impulsa fuertemente el desarrollo de la Frecuencia Modulada en México.
A lo largo de su vida ha ocupado diversos cargos en los sectores público y privado.
En 1998 fue presidente de la Cámara de la Industria de la Radio y la Televisión (CIRT). En 1999 ocupó ese puesto en el Consejo Nacional de la Publicidad.
De 2000 a 2003 fue diputado federal por el Partido Revolucionario Institucional, perteneciendo a las Comisiones de Relaciones Exteriores, Radio Televisión y Cinematografía y Comunicaciones; en este lapso es miembro de la Conferencia Parlamentaria en Telecomunicaciones.
De 2002 a 2004 ocupaba el cargo de Coordinador de Asuntos Internacionales del CEN del PRI.
En 2003, fue electo consejero de la Fundación UNAM.

### Grupo Siete
En 1977 funda la empresa Grupo Siete, empresa de medios que durante años ha operado editoriales, estaciones de radio, canales de televisión, sitios de Internet y una red pública de telecomunicaciones.

## Publicaciones
- Reflexionamientos, Reflexiones y Pensamientos. Editorial Hoy. 1997
- Poemas en la no Poesía I. Editorial Hoy. 1998
- Dhamapada. Versos de Buda. Editorial Hoy. 1999
- Kharma Dharma. Editorial Hoy. 2000
- Manual de Acceso a la Ley de Radio y Televisión. Cámara de Diputados LVIII Legislatura 2001.
- Manual de Acceso a la Ley de Telecomunicaciones. Cámara de Diputados LVIII Legislatura 2001.
- Hisitoria Cronolineal de México. Editorial Hoy 2002
- Manual del Legislador. Cámara de Diputados LVIII Legislatura 2003.